# Xã Woodbridge, Michigan
Xã Woodbridge (tiếng Anh: Woodbridge Township) là một xã thuộc quận Hillsdale, tiểu bang Michigan, Hoa Kỳ. Năm 2010, dân số của xã này là 1.325 người.